# کتی منینگ
کتی الن منینگ (زاده ۳ دسامبر ۱۹۵۶) یک وکیل و سیاستمدار آمریکایی اهل کارولینای شمالی است که در حال حاضر نماینده منطقه ششم کنگره شمالی این ایالت است.
او در انتخابات ۲۰۱۸ نامزد منطقه ۱۳ کنگره کارولینای شمالی بود و پس از حکم دادگاه برای انتخاب مجدد در انتخابات ۲۰۲۰ نامزد شد و در انتخابات ۲۰۲۰ رتبه ششم را به دست آورد.
منینگ در ۳ دسامبر ۱۹۵۶ در یک خانواده یهودی در دیترویت، میشیگان به دنیا آمد. پدرش به مدت ۴۰ سال در شرکت خودروسازی فورد کار کرد و مادرش معلم مدرسه دولتی بود. منینگ در دانشگاه هاروارد تحصیل کرد و در آنجا با رادکلیف پیچز آواز کاپلا خواند. او همچنین در دانشکده حقوق دانشگاه میشیگان تحصیل کرد و دکترای حقوقی گرفت.